# Comuna Novodmîtrivka Druha, Ivanivka
Novodmîtrivka Druha (în ucraineană Новодмитрівка Друга) este o comună în raionul Ivanivka, regiunea Herson, Ucraina, formată din satele Dmîtrivka și Novodmîtrivka Druha (reședința).

## Demografie
Componența lingvistică a comunei Novodmîtrivka Druha
     Ucraineană (71,26%)
     Rusă (27,45%)
     Alte limbi (0,4%)
Conform recensământului din 2001, majoritatea populației comunei Novodmîtrivka Druha era vorbitoare de ucraineană (71,26%), existând în minoritate și vorbitori de rusă (27,45%).